# Gruppen Forny Europa
Gruppen Forny Europa (engelsk: Renew Europe Group, RE-gruppen) er en politisk gruppe i Europaparlamentet. Den består af 101 medlemmer fra liberale og socialliberale partier.
Størstedelen af gruppen kommer fra partialliancerne Alliancen af Liberale og Demokrater for Europa (ALDE) eller fra Det Europæiske Demokratiske Parti (EDP). Et mindretal i gruppen er ikke tilknyttet noget europæisk parti.
I gruppen indgår blandt andre medlemmerne fra tyske FDP, britiske Liberaldemokraterne, franske La République en marche !, Den radikale, sociale og liberale Bevægelse, Den demokratiske bevægelse, Liste Renaissance og Agir, det konstruktive højre, danske Venstre og Radikale Venstre, svenske Centerpartiet og Liberalerna samt finlandske Svenske Folkeparti i Finland og Centern i Finland. Den tidligere rumænske premierminister Dacian Cioloș er formand for gruppen.
Ved gruppens oprettelse den 2. juli 2019 havde den 108 medlemmerne, og gruppen afløser den tidligere ALDE-gruppe. Efter Brexit har gruppen 101 medlemmer.

## Medlemmer
Der er ingen medlemmer fra Cypern, Grækenland, Italien, Malta, Polen, eller Portugal.

### Belgien
Der er fire medlemmer fra Belgien , fordelt med to fra Åbne Flamske Liberale og Demokrater – Open VLD (Hilde Vautmans og Guy Verhofstadt) og to fra Mouvement Réformateur.

### Bulgarien
Der er tre medlemmer fra Bulgarien . De kommer fra Bevægelsen for rettigheder og friheder, der fortrinsvist er et parti for det tyrkiske mindretal.

### Danmark
Der er fire medlemmer fra Danmark, fordelt med to fra Venstre, Danmarks Liberale Parti, et fra Radikale Venstre og et fra Moderaterne.

### Estland
Der er tre medlemmer fra Estland, fordelt med to fra Det Estiske Reformparti (Andrus Ansip (fhv. statsminister) og Urmas Paet) og én fra Det Estiske Centerparti.

### Finland
Der er tre medlemmer fra Finland, fordelt med to fra Centern i Finland og én fra Svenske Folkeparti i Finland (Nils Torvalds).

### Frankrig
Ved valget i Frankrig den (25. og) 26. maj 2019 fik en regeringsvenlig fællesliste 21 mandater. (I tilfælde af Brexit vil listens mandattal blive forhøjet til 23).
Listen stillede op under navnet Renaissance (Genfødsel). Officielt var navnet Renaissance soutenue par La République en Marche, le MoDem et ses partenaires (Genfødsel støttet af Republikken i Bevægelse, Den demokratiske Bevægelse og deres partnere).
Alle 21 medlemmer har tilsluttet sig Gruppen Forny Europa. De 19 af medlemmerne har fordelt sig i fem undergrupper:
- 7 medlemmer fra Liste Renaissance
- 6 medlemmer fra Republikken i Bevægelse
- 4 medlemmer fra Den demokratiske Bevægelse
- 1 medlem fra Den radikale Bevægelse (MRSL)
- 1 medlem fra Agir, det konstruktive højre

De sidste 2 medlemmer er løsgængere i forhold til partierne i Frankrig.

### Holland
Der er seks medlemmer fra Holland, fordelt med fire fra Folkepartiet for Frihed og Demokrati og to fra Demokraterne af 1966.

### Irland
Der er et medlem fra Irland. Det er Billy Kelleher fra Fianna Fáil.

### Kroatien
Der er et medlem fra Kroatien.

### Letland
Der er et medlem fra Letland.

### Litauen
Der to medlemmer fra Litauen, fordelt med et medlem fra Arbejderpartiet og et medlem fra Den Liberale Bevægelse.

### Luxembourg
Der er to medlemmer fra Luxembourg. De er fra Det Demokratiske Parti.

### Rumænien
Der er otte medlemmer fra Rumænien , fordelt med fire medlemmer fra Partiet for Frihed, Enhed og Solidaritet, tre medlemmer fra Unionen for Redning af Rumænien og et medlem fra USR-PLUS.

### Slovakiet
Der er to medlemmer fra Slovakiet . De er fra Det Progressive Slovakiske Parti.

### Slovenien
Der er to medlemmer fra Slovenien . De er fra Marjan Šarecs Liste.

### Spanien
Der er otte medlemmer fra Spanien , fordelt med syv medlemmer fra Borgerbevægelsen (Ciudadanos) og et medlem fra Det Basiske Nationalparti.

### Storbritannien
Der er 17 medlemmer fra Storbritannien , fordelt med 16 medlemmer fra Liberaldemokraterne (med de erfarne medlemmer Catherine Bearder, Phil Bennion, Chris Davies og Bill Newton Dunn) og et medlem fra det nordirske Alliance Party.

### Sverige
Der tre medlemmer fra Sverige , fordelt med to medlemmer fra Centerpartiet og et medlem fra Liberalerna.

### Tjekkiet
Der er seks medlemmer fra Tjekkiet . De er fra Ano 2011.

### Tyskland
Der er syv medlemmer fra Tyskland , fordelt med fem fra Det Frie Demokratiske Parti og to fra De Frie Vælgere.

### Ungarn
Der er to medlemmer fra Ungarn . De er fra Momentum Mozgalom.

### Østrig
Der er et medlem fra Østrig . Det er Claudia Gamon fra NEOS – Det Nye Østrig og Liberale Forum.